# Wickerode
Wickerode ist ein Ortsteil der Gemeinde Südharz im Landkreis Mansfeld-Südharz in Sachsen-Anhalt. Der Ort wurde am 1. September 2010 eingemeindet und bis dahin von der Gemeinde Südharz mitverwaltet. Letzte Bürgermeisterin war Petra Buchholz.

## Geografische Lage
Wickerode liegt im Südharz an der Landstraße zwischen Bennungen und Questenberg bzw. Kleinleinungen. Der Ort wird von der Nasse durchflossen.

## Geschichte
Die erste urkundliche Erwähnung erfolgte 1111 als Wigharderode. Wickerode gehörte zum Teil zum Besitz der Grafen zu Stolberg und war Teil des Amtes Questenberg in der Grafschaft Stolberg-Roßla und andererseits zum Amt Sangerhausen. Bis 1815 stand Wickerode unter der Oberhoheit des Königreichs Sachsen und gelangte dann an den Regierungsbezirk Merseburg der preußischen Provinz Sachsen. Wickerode war über mehrere Jahrzehnte Sitz eines Bergamtes der Grafen zu Stolberg-Wernigerode. 1819 lebten in Wickerode 321 Einwohner in 77 Häusern. 
Von 1952 bis 1990 gehörte Wickerode zum DDR-Bezirk Halle.

## Persönlichkeiten
Der Sanskrit- und Buddhaforscher Rudolf Otto Franke wurde am 24. Juni 1862 als Sohn des dortigen Müllers in Wickerode geboren.

## Verkehr
Es bestehen Busverbindungen in die umliegenden Orte.